# Ексетърски университет
Ексетърският университет (на английски: University of Exeter) е английски държавен изследователски университет, разположен в Ексетър, графство Девън, Великобритания.
Статут на университет добива с кралска харта през 1955 г. Неговите институции предшественици са Кралският Албърт Мемориал Колидж и Университетският колеж на Югоизточна Англия, създадени съответно през 1900 и 1922 г.
През 2013 г. Ексетърският университет е обявен за Университет на годината от Sunday Times, а през 2007 г. е Университет на годината според Times Higher Education.
Според Daily Telegraph през 2011 г. той е един от 12-те елитни университета на Великобритания и последователно е оценяван като един от най-добрите десет британски университета през последните години.

## Известни възпитаници
- Елена Испанска, най-възрастната дъщеря на испанския крал Хуан Карлос I и кралица София Гръцка, която следва Социология и педагогика в Ексетър през 1990.[9]
- Абдуллах Гюл, турски политик, бивш президент (2007-2014), премиер, вицепремиер и министър на външните работи на Турция, който следва магистратура в Ексетър.[10]
- Джоан Роулинг, писателка, автор на фентъзи поредицата „Хари Потър“, която следва Френска и Класическа филология в средата на 1980-те години.[11]
- Том Йорк, музикант, известен като вокалист и текстописец на алтърнатив рок групата Рейдиохед, който следва Англицистика и Изящни изкуства в Екстър[12]

## Галерия
- Форумът и Аулата
- „Рийд Хол“
- Часовникова кула
- Форумът
- Училище по бизнес
- Училище по физика
- Център по езици
- Институт по арабски и ислямски изследвания
- „Бъркс Грейндж Хол“
- „Мардън Холс“